# Berești-Meria
Berești-Meria is een Roemeense gemeente in het district Galați.
Berești-Meria telt 4249 inwoners.